# Анна Мария Франциска Саксен-Лауэнбургская
Анна Мария Франциска Саксен-Лауэнбургская (нем. Anna Maria Franziska von Sachsen-Lauenburg, 13 июня 1672 — 15 октября 1741) — законная (титулярная) герцогиня Саксен-Лауэнбурга в 1689—1728 годах, во время оккупации герцогства войсками своего дальнего родственника Георга Вильгельма Брауншвейг-Люнебургского, а впоследствии — его племянника, Георга Людвига, до узаконивания императором Карлом VI Габсбургом Георга II Августа правителем во владениях, захваченных его дедом. Дочь герцога Саксен-Лауэнбургского Юлия Франца и Ядвиги Зульцбахской. Была замужем сначала за Филиппом Вильгельмом Нойбургским, потом — за великим герцогом Тосканы Джаном Гастоном де Медичи.

## Биография
Анна Мария Франциска родилась 13 июня 1672 года. Она была второй дочерью в семье герцога Саксен-Лауэнбургского Юлия Франца и его жены Гедвиги Зульцбахской. Впоследствии у неё появилась младшая сестра Сибилла. Мать умерла, когда Анне исполнилось девять. Отец больше не женился. С его смертью 30 сентября 1689 года в Саксен-Лауэнбурге пресеклась мужская линия рода Асканиев. Но по местным законам трон могла наследовать и женщина. Поэтому между сёстрами Анной Марией и Сибиллой началась борьба за власть. В это время в герцогство вторглось войско их дальнего родственника Георга Вильгельма Брауншвейг-Люнебургского. Свои права на Саксен-Лауэнбург выдвинули и другие страны. Сёстры тоже не отказывались от претензий на управление герцогством.

### Первый брак
В разгар этих событий, 29 октября 1690 года, Анна Мария Франциска обвенчалась в Роуднице-над-Лабемом с пфальцграфом Нойбургским Филиппом Вильгельмом. Невесте было восемнадцать лет, жениху почти двадцать. Через год в Нойбурге родилась их первая дочь. Всего у супругов было двое детей:
- Леопольдина Элеонора (1691—1693) — умерла в раннем возрасте.
- Мария Анна Каролина (1693—1751) — замужем за герцогом Фердинандом Баварским, имела троих детей.

Филипп Вильгельм был военным. В апреле 1693 года в возрасте 24 лет он умер после недельной «злокачественной лихорадки». Его тело похоронили в приходской церкви Рейхштадта. Сердце же было перенесено в кирху в Нойбурге на Дунае.

### Второй брак
Семь лет спустя произошла вторая свадьбы Анны Марии Франциски. В Дюссельдорфе она познакомилась с Джаном Гастоном де Медичи, который происходил из правящего дома Тосканы. Его отец, Козимо III де Медичи, уговорил сына жениться из династических намерений. Во-первых, Анна Мария Франциска имела большие доходы, а во-вторых, это дало бы её мужу возможность претендовать на герцогство Саксен-Лауэнбургское. К тому же Тоскане был нужен наследник. А брак старшего брата Жана Гастона оставался бездетным. Для осуществления этого союза прилагала усилия и сестра жениха Анна Мария Луиза.
Церемонию венчания 2 июля 1697 года провёл епископ Оснабрюкский. Супруги поселились в замке Плосковиц в Богемии. Современник того периода описал новую принцессу Тосканскую как «слишком толстую женщину». Жена доминировала в отношениях, управляя своим слабым мужем. Это заставляло его всё чаще прикладываться к бутылке. Он выражал сожаление по поводу её «капризности, раздражительности и бранных слов». Жан Гастон выдержал лишь десять месяцев такой супружеской жизни, прежде чем бежать в Прагу. Принцесса оставить Рейхштадт отказалась, считая, что у мужчин из рода Медичи есть привычка убивать своих жён.
Великий князь Тосканский попытался уговорить невестку вернуться в Тоскану вместе с Жаном Гастоном. Для этого он отправил к ней пражского архиепископа. Тот по ручению папы Климента XI пытался убедить принцессу выполнять супружеские обязанности. Анна Мария Франциска ответила, что в этом совершенно нет смысла, назвав Жана Гастона «полным импотентом». Тот оставил жену в 1708 году. Через пять лет Жан Гастон стал прямым наследником Тосканского престола после смерти брата Фернандо. Анна Мария Франциска, соответственно, стала наследной принцессой Тосканы.

### Дальнейшая жизнь
В 1719 году в Рейхштадте состоялась свадьба дочери Анны Марии Франциски, Марии Анны Каролины, и баварского принца Фердинанда Баварского, сына курфюрста Баварии Максимилиана II. Через год у принцессы Тосканской появился первый внук.
В 1723 году умер Козимо III де Медичи. Жан Гастон стал великим герцогом тосканским. Анна Мария Франциска стала великой герцогиней. Жан Гастон продолжал жить во Флоренции и никогда больше не видел своей жены. Великая герцогиня Анна Мария Франциска жила в одиночестве в своём замке, разговаривая с лошадьми в конюшне.
В 1728 году император Священной Римской империи Карл VI Габсбург официально утвердил Георга II Августа, внука Георга Вильгельма Брауншвейг-Люнебургского, в правах герцога Саксен-Лауэнбургского, таким образом узаконив захват земель, официально принадлежавших Анне Марии.
В 1737 году Жан Гастон умер, не оставив потомства. На Тосканский престол взошёл герцог Лотарингский Франц I Стефан.
Анна Мария Франциска умерла 15 октября 1741 года в возрасте шестидесяти девяти лет. Похоронена в приходской церкви Рейхштадта рядом с первым мужем.

## Галерея

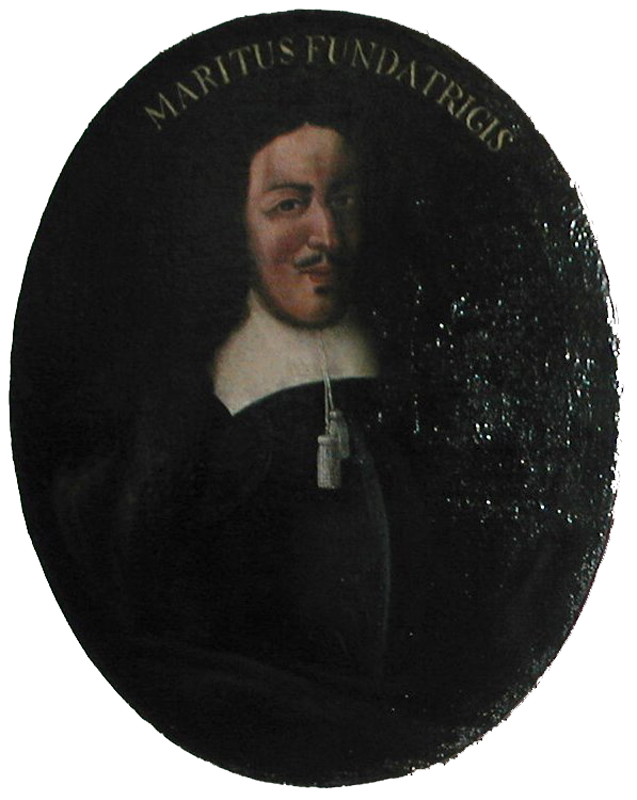
Дедушка Анны Марии Юлий Генрих Саксен-Лауэнбургский
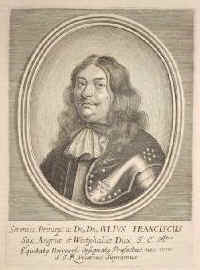
Отец Анны Марии Юлиус Франц Саксен-Лауэнбургский в 1689
Герб Юлиуса Френсиса
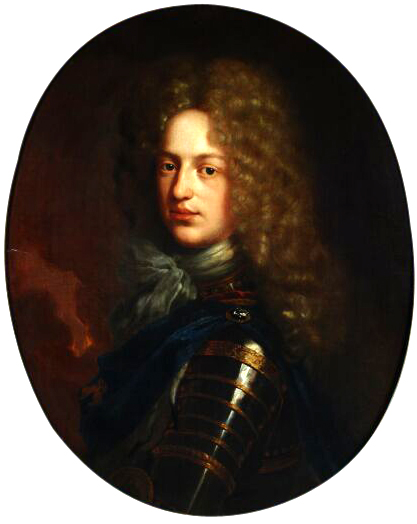
Первый супруг Анны Марии в 1690
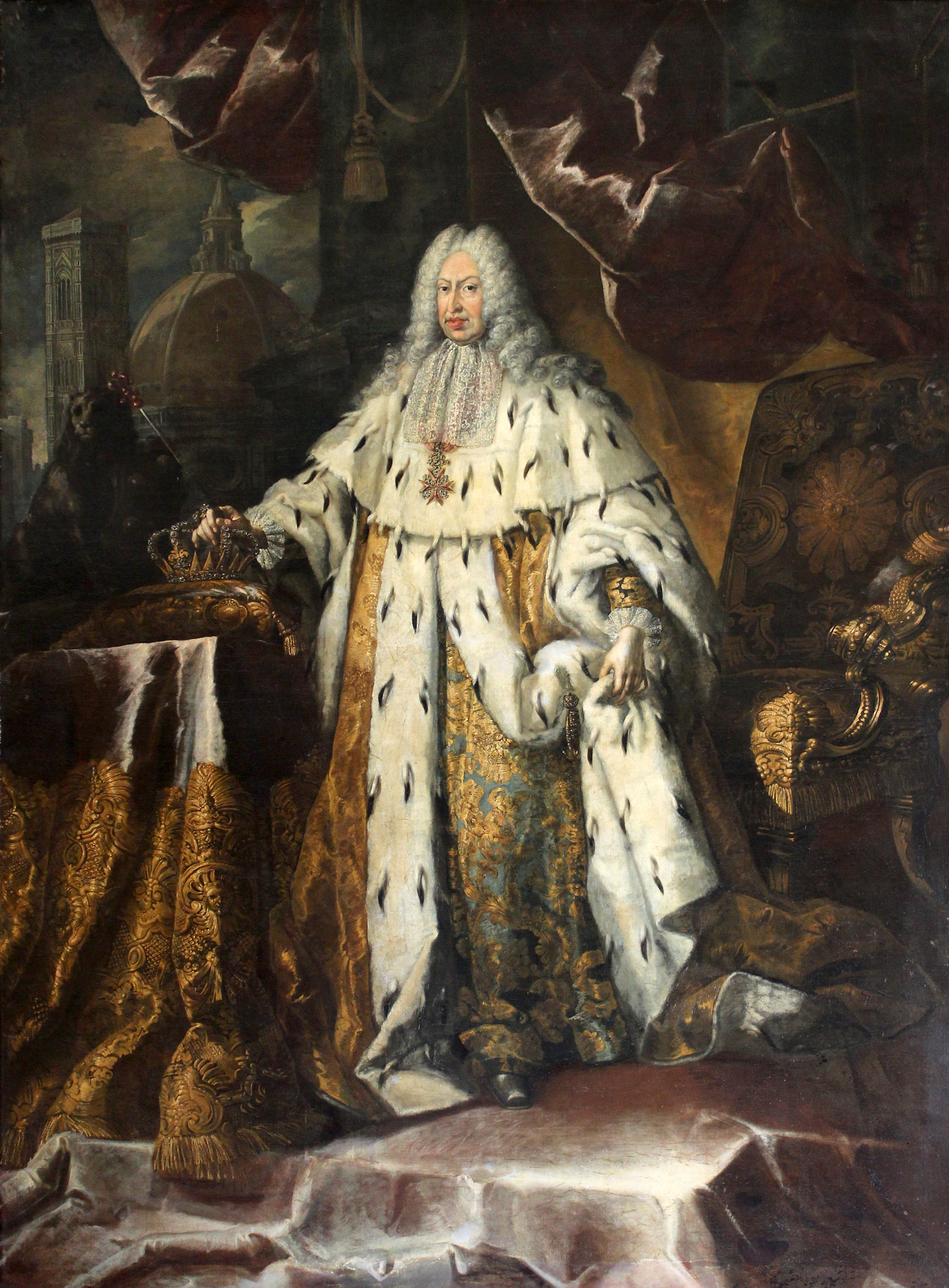
Джан Гастоне Медичи — второй супруг Анны Марии
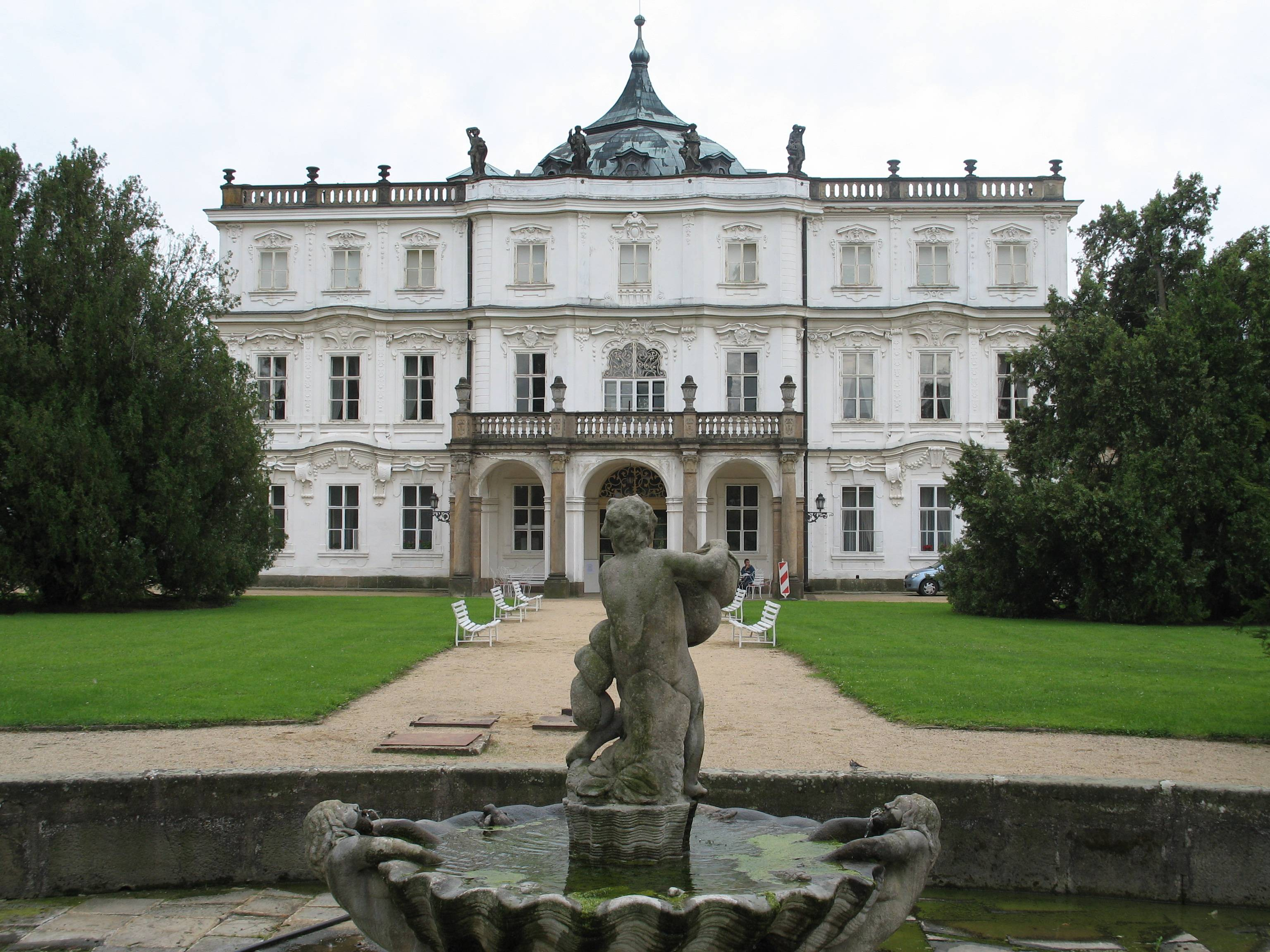
Замок Плосковице — чешская резиденция Анны Марии.